# Schwarz-rote Koalition
Unter einer schwarz-roten oder rot-schwarzen Koalition (kurz Schwarz-Rot oder Rot-Schwarz; auch christlich-soziale Koalition und in vielen Fällen auch „Große Koalition“ genannt) versteht man in Deutschland und Österreich eine Koalitionsregierung zwischen der CDU/CSU bzw. ÖVP (Parteifarbe schwarz) und der SPD bzw. SPÖ (Parteifarbe rot). Die Partei mit erstgenannter Farbe befindet sich jeweils in Führungsrolle (meist aufgrund einer Stimmen- oder Mandatsmehrheit). Bisher traf das häufiger auf die Unionsparteien bzw. die ÖVP zu.

## Deutschland
In Deutschland wird eine Koalition aus der Union (CDU/CSU) und der SPD als schwarz-rote Koalition bezeichnet.

### Koalitionen auf Bundesebene
- Kabinett Kiesinger (1966–1969)
- Kabinett Merkel I (2005–2009)
- Kabinett Merkel III (2013–2018)
- Kabinett Merkel IV (2018–2021)
- Kabinett Merz (seit 2025)

### Koalitionen auf Länderebene, unter Führung der CDU/CSU

#### Baden
- Kabinett Wohleb I (1947–1948)

#### Baden-Württemberg
- Kabinett Filbinger I (1966–1968)
- Kabinett Filbinger II (1968–1972)
- Kabinett Teufel II (1992–1996)

#### Bayern
- Kabinett Ehard I (1947)
- Kabinett Ehard III (1950–1954)

#### Berlin
- Senat Diepgen III (1991–1996)
- Senat Diepgen IV (1996–1999)
- Senat Diepgen V (1999–2001)
- Senat Wegner (seit 2023)

#### Hessen
- Kabinett Rhein II (seit 2024)

#### Mecklenburg-Vorpommern
- Kabinett Seite II (1994–1998)

#### Rheinland-Pfalz
- Kabinett Altmeier I (1948–1951)

#### Saarland
- Kabinett Ney (1957)
- Kabinett Röder I (1959–1961)
- Kabinett Kramp-Karrenbauer II (2012–2017)
- Kabinett Kramp-Karrenbauer III (2017–2018)
- Kabinett Hans (2018–2022)

#### Sachsen
- Kabinett Milbradt II (2004–2008)
- Kabinett Tillich I (2008–2009)
- Kabinett Tillich III (2014–2017)
- Kabinett Kretschmer I (2017–2019)
- Kabinett Kretschmer III (seit 2024, Minderheitsregierung)

#### Sachsen-Anhalt
- Kabinett Böhmer II (2006–2011)
- Kabinett Haseloff I (2011–2016)

#### Schleswig-Holstein
- Kabinett Carstensen I (2005–2009)

#### Thüringen
- Kabinett Vogel II (1994–1999)
- Kabinett Lieberknecht (2009–2014)

#### Württemberg-Hohenzollern
- Kabinett Müller (1949–1952)

### Koalitionen auf Länderebene, unter Führung der SPD

#### Berlin
- Senat Suhr (1955–1957)
- Senat Brandt I (1957–1959)
- Senat Brandt II (1959–1963)
- Senat Wowereit IV (2011–2014)
- Senat Müller I (2014–2016)

#### Brandenburg
- Kabinett Stolpe III (1999–2002)
- Kabinett Platzeck I (2002–2004)
- Kabinett Platzeck II (2004–2009)
- Kabinett Woidke III (2024, nach Ausscheiden der Grünen aus dem Kabinett)

#### Bremen
- Senat Scherf I (1995–1999)
- Senat Scherf II (1999–2003)
- Senat Scherf III (2003–2005)
- Senat Böhrnsen I (2005–2007)

#### Hessen
- Kabinett Stock (1947–1951)

#### Mecklenburg-Vorpommern
- Kabinett Ringstorff III (2006–2008)
- Kabinett Sellering I (2008–2011)
- Kabinett Sellering II (2011–2016)
- Kabinett Sellering III (2016–2017)
- Kabinett Schwesig I (2017–2021)

#### Niedersachsen
- Kabinett Diederichs III (1965–1967)
- Kabinett Diederichs IV (1967–1970)
- Kabinett Weil II (2017–2022)

## Österreich
In Österreich wird eine Koalition aus der konservativen ÖVP und der sozialdemokratischen SPÖ als schwarz-rote Koalition bezeichnet. Diese Regierungskoalition gehört zu den am häufigsten gebildeten Regierungen auf Bundesebene.

### Schwarz-rote Koalitionen auf Bundesebene
- Bundesregierung Figl I (1947–1949)
- Bundesregierung Figl II (1949–1952)
- Bundesregierung Figl III (1952–1953)
- Bundesregierung Raab I (1953–1956)
- Bundesregierung Raab II (1956–1959)
- Bundesregierung Raab III (1959–1960)
- Bundesregierung Raab IV (1960–1961)
- Bundesregierung Gorbach I (1961–1963)
- Bundesregierung Gorbach II (1963–1964)
- Bundesregierung Klaus I (1964–1966)

### Rot-schwarze Koalitionen auf Bundesebene
- Bundesregierung Vranitzky II (1987–1990)
- Bundesregierung Vranitzky III (1990–1994)
- Bundesregierung Vranitzky IV (1994–1996)
- Bundesregierung Vranitzky V (1996–1997)
- Bundesregierung Klima (1997–2000)
- Bundesregierung Gusenbauer (2007–2008)
- Bundesregierung Faymann I (2008–2013)
- Bundesregierung Faymann II (2013–2016)
- Bundesregierung Kern (2016–2017)